# Arthur MacManus
Arthur MacManus (1889 – 1927) fue un político y sindicalista comunista escocés.

## Biografía

### Primeros años
Arthur MacManus nació en 1889.

### Carrera política
MacManus se unió al Partido Socialista Laborista (SLP) De Leonista y comenzó a trabajar en la Singer Corporation en Clydebank, conocida entonces como parte del Red Clydeside. Sin embargo, fue saqueada en abril de 1911 a continuación de una huelga.
MacManus fue arrestado en una reunión en George Square, en Glasgow, por hablar en oposición (en la línea del SLP) a la Primera Guerra Mundial, en referencia a la introducción del reclutamiento.
MacManus se convirtió en miembro destacado del Comité de Trabajadores del Clyde, siendo uno de los cinco deportados a Edimburgo a raíz de su apoyo a David Kirkwood en la huelga de la William Beardmore and Company de 1916.
En las elecciones generales del Reino Unido de 1918, MacManus se presentó infructuosamente para el SLP en Halifax. Tras la Revolución rusa, propuso la formación de un partido comunista unido. En enero de 1919, fue nombrado para ejercer en un Comité de Unidad, para mantener discusiones para la unión del Partido Socialista Británico, la Federación Socialista de Trabajadores y varios grupos más pequeños.
En un intento por resolver las diferencias entre los varios grupos socialistas, el Comité propuso formar un partido comunista, realizando una votación entre los afiliados al Partido Laborista un año después. El ejecutivo del SLP repudió públicamente esta propuesta, decidiendo cesar las negociaciones de unificación. Juntamente con Tom Bell y William Paul, MacManus no aceptó esta decisión. Continuaron asistiendo a las negociaciones, y, en abril de 1920, formaron el Grupo de Unidad Comunista. En agosto, éste se convirtió en el segundo mayor grupo en la formación del Partido Comunista de Gran Bretaña (CPGB), y MacManus en el primer Presidente del partido, puesto que conservaría hasta 1922.  Ese año, acudió a una conferencia especial del Comité Ejecutivo de la Internacional Comunista, en el que se decidió a reorganizar el partido.  MacManus se convirtió en su Secretario Colonial, acudiendo al 4º Congreso Mundial de Comintern en septiembre, en el que fue elegido para su Comité Ejecutivo y para el Presidium.
En 1924 se publicó la Carta de Zinóviev, llamando a una mayor agitación comunista en Gran Bretaña. Esta falsificación, con la intención de dañar las opciones del Partido Laborista en las elecciones generales del Reino Unido de 1924, estaba firmada falsamente por Grigori Zinóviev y MacManus.
En 1925 MacManus fue uno de los doce cargos del CPGB encarcelado por libelo de sedición e incitar al motín.
MacManus fue capaz de acudir a la conferencia fundacional de la Liga Contra el Imperialismo en 1927, pero murió poco después ese año. Sus cenizas están situadas en la Necrópolis de la Muralla del Kremlin de Moscú.